# Liste des mutuelles de santé en France
 (février 2021).
 (mai 2016).
Si vous disposez d'ouvrages ou d'articles de référence ou si vous connaissez des sites web de qualité traitant du thème abordé ici, merci de compléter l'article en donnant les références utiles à sa vérifiabilité et en les liant à la section « Notes et références ».
Cet article contient une liste :
- des mutuelle de santé de France régies par le Code de la mutualité,
- des associations d'assurés constituées dans le cadre de la loi de 1901 sur les associations à but non lucratif.

## Mutuelles interprofessionnelles
| Nom                                                                      | Sigle     | Affiliation | No identifiant Noémie | Nombre de sociétaires   |
| ------------------------------------------------------------------------ | --------- | ----------- | --------------------- | ----------------------- |
| Acoris Mutuelles                                                         |           | FNMF        |                       | 56 749                  |
| Aésio Mutuelle                                                           |           |             |                       | 2 800 000               |
| Complévie (anciennement ASPBTP)                                          | Complévie |             |                       |                         |
| CCMO mutuelle                                                            |           | FNMF        |                       |                         |
| Mut'Est                                                                  |           | FNMF        |                       |                         |
| Avenir Santé Mutuelle                                                    |           | FNMF        |                       |                         |
| Eovi Mcd mutuelle                                                        |           | FNMF        |                       |                         |
| France Mutuelle                                                          |           | FNMF        |                       |                         |
| Miltis                                                                   |           | FNIM        |                       | 73 000[réf. nécessaire] |
| La Bressane                                                              |           |             |                       |                         |
| GFP                                                                      |           |             |                       |                         |
| MUTAMI                                                                   | FMF       | FNMF        |                       |                         |
| Mutuelle Bleue                                                           |           | FNMF        |                       |                         |
| Mutuelle Verte                                                           |           | FNMF        |                       |                         |
| Mutuelle La Dijonnaise                                                   | UMC       | FNMF        |                       |                         |
| Mutuelle 403 Angoulème                                                   |           | FNMF        |                       |                         |
| Mutuelle Europe                                                          | UMC       | FNMF        |                       |                         |
| Mutuelle Interentreprises du Personnel de la Sécurité Sociale d'Auvergne | MIPSS     | FDPM        |                       | 700                     |
| La Mutuelle de la Corse (anciennement Mutuelle familiale Corse)          | FMF       | FNMF        |                       |                         |
| Mutuelle du Champagne                                                    |           | FNMF        |                       |                         |
| Mutuelle Épargne Retraite                                                |           |             |                       |                         |
| Mutuelle de France Bretagne Centre Océan                                 | FMF       | FNMF        |                       |                         |
| Mutuelle de France 04/05                                                 | FMF       | FNMF        |                       |                         |
| Mutuelle des Maliens de l'extérieur (MME)                                | UMC       | FNMF        |                       |                         |
| Mutuelle médico-chirurgicale                                             | MMC       | FNMF        |                       |                         |
| Mutuelle Novamut                                                         |           | FNMF        |                       |                         |
| Mutuelle du Var                                                          |           | FNMF        |                       |                         |
| Mutuelle Prévifrance                                                     |           | UNMI        |                       |                         |
| MGEN Filia                                                               |           | FNMF        |                       |                         |
| Harmonie Mutuelle                                                        |           | FNMF        |                       |                         |
| Mutuelle Saint-Germain                                                   |           | FNMF        |                       |                         |
| Mutuelle de la Somme                                                     |           | FNMF        |                       |                         |
| Mutuelles du Soleil                                                      |           | FNMF        |                       |                         |
| Mutuelle complémentaire d'Alsace                                         |           | FNMF        |                       |                         |
| Mutuelle Drôme ARPICA                                                    |           | EOVI        |                       |                         |
| Languedoc Mutualité                                                      |           | EOVI        |                       |                         |
| Mutuelles Présence                                                       |           | EOVI        |                       |                         |
| Myriade                                                                  |           | EOVI        |                       |                         |
| Roanne Mutuelle                                                          |           | EOVI        |                       |                         |
| La MIF                                                                   | MIF       | EOVI        |                       |                         |
| Novalia Mutuelle                                                         |           | EOVI        |                       |                         |
| OCIANE Mutuelle                                                          |           | FNMF        |                       |                         |
| Pavillon Prévoyance                                                      |           | FNMF        |                       |                         |
| Precocia                                                                 |           | EOVI        |                       |                         |
| Refuge Mutualiste Aveyronnais                                            |           | FDPM        |                       |                         |
| SOLIMUT Mutuelle de France                                               | FMF       | FNMF        |                       |                         |
| SORUAL                                                                   |           | FNMF        |                       |                         |
| Union fraternelle des Régions                                            |           | FNMF        |                       |                         |
| UMC Mutuelle                                                             | UMC       | FNMF        |                       |                         |
| Avenir Mutuelle                                                          |           | FNMF        |                       |                         |
| Miel Mutuelle                                                            |           | FNMF        |                       | 97 500                  |
| Klesia Mutuelle                                                          |           |             |                       |                         |
| Henner Mutuelle                                                          |           |             |                       |                         |
| Mutuelle Générale des Cheminots (MGC)                                    |           | FNMF        |                       |                         |
| uMEn                                                                     |           |             |                       |                         |
| MPI                                                                      |           |             |                       |                         |
| Mutuelle LMP                                                             |           | FNMF        |                       |                         |

## Mutuelles, filiales de fait de sociétés d'assurance mutuelle
| Nom              | Sigle | Affiliation | No identifiant Noémie | Nombre de sociétaires |
| ---------------- | ----- | ----------- | --------------------- | --------------------- |
| MAAF Santé       |       |             |                       |                       |
| MACIF Mutualité  |       | FNMF        |                       |                       |
| MATMUT Mutualité |       | FNMF        |                       |                       |
| SMACL Santé      |       | AG Mut      |                       |                       |

## Mutuelles, partenaires de sociétés d'assurance mutuelle
| Nom          | Sigle | Affiliation | No identifiant Noémie | Nombre de sociétaires |
| ------------ | ----- | ----------- | --------------------- | --------------------- |
| Mutuelle IBM | MACIF | FNMF        |                       |                       |
| APIVIA       | MACIF | FNMF        |                       |                       |

## Mutuelles, filiales de fait d'institutions de prévoyance
| Nom                                         | Sigle | Affiliation | No identifiant Noémie | Nombre de sociétaires |
| ------------------------------------------- | ----- | ----------- | --------------------- | --------------------- |
| MALAKOFF-MEDERIC Mutualité                  |       | FNMF        |                       |                       |
| RADIANCE Groupe Humanis Bretagne Atlantique |       | FNMF        |                       |                       |
| RADIANCE Groupe Humanis Est                 |       | FNMF        |                       |                       |

## Mutuelles, partenaires d'institutions de prévoyance
| Nom                          | Sigle | Affiliation | No identifiant Noémie | Nombre de sociétaires |
| ---------------------------- | ----- | ----------- | --------------------- | --------------------- |
| MICILS (APICIL)              |       |             |                       |                       |
| Sud-Ouest Mutualité (APICIL) |       |             |                       |                       |
| GRM (APICIL)                 |       |             |                       |                       |
| PREMERIS (APICIL)            |       |             |                       |                       |
| MFIF (APICIL)                |       |             |                       |                       |

## Mutuelles de la fonction publique
| Nom                                                                                | Sigle     | Affiliation | No identifiant Noémie | Nombre de sociétaires   |
| ---------------------------------------------------------------------------------- | --------- | ----------- | --------------------- | ----------------------- |
| Caisse nationale du gendarme - Mutuelle de la gendarmerie                          | CNG-MG    | MFP         |                       |                         |
| Intériale Mutuelle                                                                 | INTERIALE | MFP         |                       |                         |
| Cybelle Solidarité (UMC)                                                           |           | FNMF        |                       |                         |
| Harmonie fonction publique                                                         |           | FNMF        |                       |                         |
| Mutame & Plus                                                                      | MUTAME    | FNMF        |                       |                         |
| Mutuelle autonome générale de l’Éducation                                          | MAGE      | FNIM        |                       | 26 634[réf. nécessaire] |
| Mutuelle centrale des finances                                                     | MCF       | MFP         |                       |                         |
| Mutuelle du centre hospitalier du Rouvray                                          | UMC       | FNMF        |                       |                         |
| Mutuelle civile de la Défense                                                      | MCDEF     | MFP         |                       |                         |
| Mutuelle de l'Institut national de la statistique et des études économiques        | INSEE     | MFP         |                       |                         |
| Mutuelle de la communication et de l'audiovisuel                                   | MCA       | MFP         |                       |                         |
| Mutuelle des Affaires étrangères et européennes                                    | MAEE      | MFP         |                       |                         |
| Mutuelle des agents des impôts                                                     | MAI       | MFP         |                       |                         |
| Mutuelle des douanes                                                               | DOUANES   | MFP         |                       |                         |
| Mutuelle du CHU d'Angers                                                           |           | FNMF        |                       |                         |
| Mutuelle de France des Hospitaliers                                                | MFH       | FNMF        |                       |                         |
| Mutuelle des services publics                                                      | MSP       | MFP         |                       |                         |
| Mutuelle du ministère de la Justice                                                | MMJ       | MFP         |                       |                         |
| Mutuelle nationale des sapeurs pompiers de France                                  | MNSP      |             |                       |                         |
| Mutuelle du personnel de l'Assemblée nationale                                     | MPAN      | MFP         |                       |                         |
| Mutuelle du personnel de la Caisse des dépôts et consignations                     | MPCDC     | MFP         |                       |                         |
| Mutuelle du Trésor                                                                 | MT        | MFP         |                       |                         |
| Mutuelle familiale France et Outre-Mer                                             | MFFOM     | MFP         |                       |                         |
| générale de l’économie, des finances et de l'industrie                             | MGEFI     | MFP         |                       |                         |
| Mutuelle générale de l’Éducation nationale                                         | MGEN      | MFP         |                       |                         |
| Mutuelle générale de la police                                                     | MGP       | MFP         |                       |                         |
| Mutuelle générale des affaires sociales                                            | MGAS      | MFP         |                       |                         |
| Mutuelle générale environnement & territoires                                      | MGET      | MFP         |                       |                         |
| Mutuelle Générale                                                                  | MG        | MFP         |                       |                         |
| Mutuelle nationale de l'entr'aide administrative                                   | MNEA      | MFP         |                       |                         |
| Mutuelle nationale des fonctionnaires des collectivités territoriales MNFCT        | MACIF     | FNMF        |                       |                         |
| Mutuelle nationale des hospitaliers et des professionnels de la santé et du social | MNH       | MFP         |                       |                         |
| Mutuelle nationale territoriale                                                    | MNT       | MFP         |                       |                         |
| Unéo                                                                               | UNÉO      | FNMF        |                       |                         |
| Union des mutuelles de France de la Défense nationale                              | UMFDN     | MFP         |                       |                         |
| Union nationale des mutuelles de la santé                                          | UNS       | MFP         |                       |                         |
| Mutame Savoie Mont-Blanc                                                           | MUTAME    | FNMF        |                       |                         |
| Mutame Provence                                                                    |           | FNMF        |                       |                         |

## Mutuelles d'entreprises
| Nom                                                                   | Sigle  | Affiliation | No identifiant Noémie | Nombre de sociétaires |
| --------------------------------------------------------------------- | ------ | ----------- | --------------------- | --------------------- |
| Mutuelle du groupe BNP-PARIBAS                                        |        | FNMF        |                       |                       |
| Mutuelle GUILLERM                                                     |        | FNMF        |                       |                       |
| Mutuelle des industries électriques et gazières (Mutuelle de branche) | MUTIEG | FNMF        |                       |                       |
| Mutuelle des interprofesionnelle Peugeot-Citroën                      | MIPC   | FNMF        |                       |                       |
| Mutuelle KEOLIS Rennes                                                |        | FNMF        |                       |                       |
| Mutuelle La France maritime                                           |        | FNMF        |                       |                       |
| Mutuelle des métiers de l'électronique et de l'informatique           | MMEI   | FNMF        |                       |                       |
| Mutuelle Nestlé Saint-Menet                                           |        | FNMF        |                       |                       |
| Mutuelle Ouest-France                                                 |        | FNMF        |                       |                       |
| Mutuelle du Personnel du Groupe RATP (MPGR)                           |        | FNMF        |                       |                       |
| Mutuelle du personnel de l'usine de Salindres (49)                    |        | FNMF        |                       |                       |
| Mutuelle SG (Personnel du groupe Société générale)                    |        | FNMF        |                       |                       |
| Mutuelle SETRAM                                                       |        | FNMF        |                       |                       |
| Mutuelle des Tramways de Nancy                                        |        | FNMF        |                       |                       |
| Mutuelle des usines                                                   |        | FNMF        |                       |                       |
| Société nationale de la mutualité (CHORUM)                            |        | FNMF        |                       |                       |
| Mutuelle VIAZIMUT                                                     |        | FNMF        |                       |                       |

## Associations d'assurés (loi de 1901)
| Nom                                   | Sigle | Affiliation | No identifiant Noémie | Nombre de sociétaires |
| ------------------------------------- | ----- | ----------- | --------------------- | --------------------- |
| APRIL                                 |       |             |                       |                       |
| ALPTIS                                |       |             |                       |                       |
| Association Santé et action familiale | ASAF  |             |                       |                       |